# (37245) 2000 WL179
2000 WL179 (asteroide 37245) é um asteroide da cintura principal. Possui uma excentricidade de 0.06574840 e uma inclinação de 11.66159º.
Este asteroide foi descoberto no dia 26 de novembro de 2000 por LINEAR em Socorro.